# Женевські конвенції
Женевські конвенції (англ. Geneva Conventions) — міжнародний договір, який закріплює у міжнародному праві норми щодо гуманного ставлення під час війни. Першу конвенцію було підписано у 1864 році. На сьогодні договір складається з п‘яти угод та трьох додаткових протоколів.

## Хронологія
- Женевська конвенція 1864
- Женевська конвенція 1927
- Конвенція про поліпшення долі поранених та хворих у регулярних арміях 1929. Женева, 27 липня 1929 року.
- Конвенція про поводження з військовополоненими 1929. Женева, 27 липня 1929 року.
- Женевська конференція з роззброєння 1932-35

Женевські конвенції 1949 про захист жертв війни:
- Женевська конвенція (I) про поліпшення долі поранених та хворих в регулярних арміях
- Женевська конвенція (II) про поліпшення долі поранених, хворих і осіб, потерпілих корабельну аварію, зі складу озброєних сил на морі
- Женевська конвенція (III) про поводження з військовополоненими
- Женевська конвенція (IV) про захист цивільного населення під час війни

Протоколи:
- Протокол I, що стосується захисту жертв міжнародних збройних конфліктів.
- Протокол II, що стосується захисту жертв збройних конфліктів не міжнародного характеру.https://zakon.rada.gov.ua/laws/show/995_200#Text
- Протокол III про введення додаткової відмітної емблеми у вигляді Червоного хреста і Червоного півмісяця.